# Blače
Blače (nemško Vorderberg) je naselje občine Štefan na Zilji v okraju Šmohor na Koroškem v Avstriji.